# Kameanîțea, Dubno
Kameanîțea (în ucraineană Кам'яниця) este un sat în comuna Ptîcea din raionul Dubno, regiunea Rivne, Ucraina.

## Demografie
Componența lingvistică a localității Kameanîțea
     Ucraineană (99,68%)
     Alte limbi (0,32%)
Conform recensământului din 2001, majoritatea populației localității Kameanîțea era vorbitoare de ucraineană (99,68%), existând în minoritate și vorbitori de alte limbi.